# José Pinto (rugbista)
José Manuel Duarte Pinto Neves (Lisbona, 5 febbraio 1981) è un ex rugbista a 15 portoghese attivo nel ruolo di mediano di mischia.
Vanta 57 presenze per il Portogallo con cui partecipò alla Coppa del Mondo 2007, la prima assoluta per il suo Paese

## Biografia
Nato a Lisbona, si formò calcisticamente nell'infanzia nelle giovanili del Benfica prima di passare al rugby.
Crebbe nel GD Direito con la cui prima squadra vinse tre titoli nazionali.
Studente in medicina, nel 2006 fu a Roma, in Italia, per perfezionare l'esperienza da medico e la lingua, e fu ingaggiato dalla S.S. Lazio in Serie A.
Avendo guadagnato con la nazionale portoghese l'accesso alla Coppa del Mondo 2007 in Francia, fu tra i convocati alla manifestazione, della cui fase a gironi giocò tutti e quattro gli incontri.
Dopo la Coppa del Mondo ebbe una breve parentesi in Spagna, sempre legata a motivi di studio, e poi passò al Benetton e la stagione successiva passò alla Rugby Roma.
Dopo due stagioni lasciò la capitale per tornare in patria, continuò ad essere impiegato in nazionale fino al 2012 quando disputò la sua ultima partita con la Russia.

## Palmarès
- Campionati portoghesi: 3
Direito: 1999-2000, 2001-02, 2004-05